# Lądowisko Grójec-Kociszew
Lądowisko Grójec-Kociszew – lądowisko w Kociszewie, położone w gminie Grójec, w województwie mazowieckim, ok. 4 km na wschód od Grójca. Lądowisko należy do Motor Energy Sp. z o.o.
Lądowisko dysponuje trawiastą drogą startową o długości 800 m i od 2011 roku figuruje w ewidencji lądowisk Urzędu Lotnictwa Cywilnego. 